# Lopezia ciliatula
Lopezia ciliatula är en dunörtsväxtart som beskrevs av Plitmann, Raven och Breedlove. Lopezia ciliatula ingår i släktet enmansblommor, och familjen dunörtsväxter. Inga underarter finns listade i Catalogue of Life.